# Wilsberg: Fingerfood
Fingerfood ist ein Facebook-exklusiver Krimi der ZDF-Reihe Wilsberg. Er besteht aus 31 etwa einminütigen Filmen, die im Zeitraum vom 8. bis 20. Dezember 2014 gepostet wurden. Am 7. Dezember gab es vorab ein Overbeck-Video ohne wesentlichen Inhalt, das bereits als Teil der Folge Fingerfood gekennzeichnet wurde. Am 20. Dezember, an dem das letzte Video veröffentlicht wurde, wurde am Abend Wilsberg: 90-60-90 erstausgestrahlt. Die Kommentare der Facebook-Nutzer wurden von dem Redakteur Martin Neumann und dem Drehbuchautor Till Frommann aus Sicht der im Video handelnden Person beantwortet.

## Handlung
Alex Holtkamp hat Wilsberg ein Smartphone gegeben, das er nutzen soll, um im Internet Werbung für sein Antiquariat zu machen. Mit diesem Smartphone filmt sich Wilsberg selbst und erzählt von den Ereignissen des Krimis. Ebenso die Rollen Anna, Overbeck und Alex.
Anna Springer sehnt sich nach einem Hobby, mit dem sie von ihrem Berufsalltag abschalten kann. Auf ihrer Suche entscheidet sie sich für Kochen und möchte den Kochkurs „Kochen für Küchentölpel“ besuchen. Um ihren Freunden zu zeigen, was sie gelernt hat, lädt sie Wilsberg, Alex und Ekki zu einem Essen ein. Da Overbeck nicht eingeladen ist, ist er beleidigt. Allerdings haben weder die Gäste noch sie selbst Lust auf dieses Abendessen. Sie selbst besucht den Kurs nur noch wegen des charmanten Kursleiters. Eigentlich kann sie aber nach wie vor nicht kochen. Der Kursleiter Klaus Rosenstock möchte, dass alle Kursteilnehmer einen Salat mitbringen und einem anderen anonym zum Verkosten geben. In Annas Kartoffelsalat entdeckt Overbeck beim Verkosten einen abgetrennten Finger. Daraufhin beginnen die Ermittlungen der Mordkommission und die von Wilsberg. Wilsbergs Verdacht fällt auf den Kochlehrer. Wilsberg denkt, der Besitzer des Fingers wurde entführt oder gar ermordet. Jedoch ist der Mann mit den neun Fingern der Kochlehrer selbst. Aus Angst um seine Karriere verheimlichte er, dass er sich seinen Finger selbst beim Zwiebelnschneiden abtrennte. Als er bei dem Unfall ohnmächtig wurde, alarmierte seine Sekretärin einen Arzt und stellte den Salat mit dem Finger in den Kühlschrank.